# Michael Anthony Bilandic

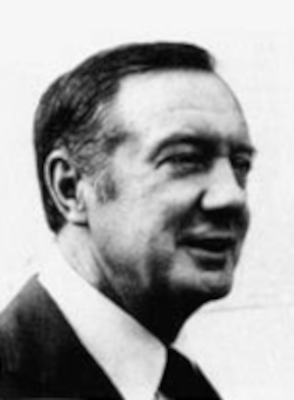
Michael Anthony Bilandic (1987)

Michael Anthony Bilandic (* 13. Februar 1923 in Chicago, Illinois; † 16. Januar 2002 ebenda) war ein US-amerikanischer Jurist, Politiker der Demokratischen Partei und Bürgermeister von Chicago.

## Leben
Der Sohn kroatischer Einwanderer begann nach dem Besuch der De La Salle High School in Chicago 1940 ein Studium an der Saint Mary’s University of Minnesota und erwarb dort einen Bachelor of Science (B.S.). Während des Zweiten Weltkrieges leistete er seinen Militärdienst im US Marine Corps und wurde dort zuletzt zum Oberleutnant befördert. Ein anschließendes postgraduales Studium der Rechtswissenschaften an der Law School der DePaul University schloss er mit einem Juris Doctor (J.D.) ab und war nach der anwaltlichen Zulassung im Bundesstaat Illinois als Rechtsanwalt in Chicago tätig.
Seine politische Laufbahn begann er 1969, als er als Kandidat der Demokratischen Partei in den Stadtrat von Chicago gewählt wurde und dort bis 1976 den 11. Wahlbezirk vertrat. Nach dem Tod des langjährigen Bürgermeisters Richard J. Daley am 20. Dezember 1976 wurde er am 28. Dezember 1976 vom Stadtrat als dessen Nachfolger zum Bürgermeister Chicagos gewählt. Bei der Vorwahl (Primary) zur Aufstellung des demokratischen Bürgermeisterkandidaten 1979 unterlag er jedoch seiner parteiinternen Gegnerin Jane Byrne, die er bei seinem Amtsantritt 1976 als Leiterin des städtischen Amtes für Verbraucherschutz entlassen hatte. Ein weiterer Grund für seine Wahlniederlage war aber auch sein in der Bevölkerung kritisiertes Missmanagement beim Chicago Blizzard im Jahr 1979.
Im Anschluss zog er sich aus der Politik zurück und begann später eine Laufbahn als Richter, wobei er zunächst von 1984 bis 1990 Richter am Appellationsgericht des 1. Bezirks von Illinois war, das für Chicago und Cook County zuständig ist. Im Anschluss war er zwischen 1990 und 2000 Richter am Obersten Gericht des Staates Illinois (Supreme Court of Illinois) und während dieser Zeit auch von 1994 bis 1996 dessen Präsident (Chief Justice).